# Troy, Alabama
Troy là một thành phố thuộc quận Pike, tiểu bang Alabama, Hoa Kỳ. Dân số năm 2009 là 15142 người, mật độ đạt 212 người/km².